# Discografia dei Riverside
La discografia dei Riverside, gruppo musicale rock progressivo polacco attivo dal 2001, è costituita da otto album in studio, tre album dal vivo, tre raccolte, EP e oltre dieci singoli.

## Album

### Album in studio
| Anno                                                                          | Titolo | Classifiche | Classifiche | Classifiche | Classifiche | Classifiche | Classifiche | Classifiche | Certificazioni |
| Anno                                                                          | Titolo | POL         | AUT         | BEL (Fl)    | GER         | NLD         | SWI         | UK          | Certificazioni |
| ----------------------------------------------------------------------------- | --- | ----------- | ----------- | ----------- | ----------- | ----------- | ----------- | ----------- | -------------- |
| 2003                                                                          | Out of Myself - Pubblicato: 15 dicembre 2003 - Etichetta: autoproduzione - Formati: CD, LP, download digitale, streaming                                                           | —           | —           | —           | 13          | —           | —           | —           |                |
| 2005                                                                          | Second Life Syndrome - Pubblicato: 31 ottobre 2005 - Etichetta: Mystic Production/Inside Out Music - Formati: CD, 2 LP, download digitale, streaming                               | 22          | —           | —           | —           | —           | —           | —           |                |
| 2007                                                                          | Rapid Eye Movement - Pubblicato: 24 settembre 2007 - Etichetta: Mystic Production/Inside Out Music - Formati: CD, 2 CD, 2 LP, download digitale, streaming                         | 2           | —           | —           | —           | 73          | —           | —           |                |
| 2009                                                                          | Anno Domini High Definition - Pubblicato: 15 giugno 2009 - Etichetta: Mystic Production/Inside Out Music - Formati: CD, CD+DVD, LP, download digitale, streaming                   | 1           | —           | —           | 94          | 58          | —           | —           | - POL: Oro     |
| 2013                                                                          | Shrine of New Generation Slaves - Pubblicato: 21 gennaio 2013 - Etichetta: Mystic Production/Inside Out Music - Formati: CD, 2 CD, 2 LP, download digitale, streaming              | 2           | —           | 130         | 33          | 28          | 51          | —           | - POL: Oro     |
| 2015                                                                          | Love, Fear and the Time Machine - Pubblicato: 4 settembre 2015 - Etichetta: Mystic Production/Inside Out Music - Formati: CD, 2 CD, CD+DVD, 2 LP, MC, download digitale, streaming | 2           | 58          | 73          | 18          | 4           | 25          | 67          |                |
| 2018                                                                          | Wasteland - Pubblicato: 28 settembre 2018 - Etichetta: Mystic Production/Inside Out Music - Formati: CD, 2 CD+DVD, 2 LP, download digitale, streaming                              | 1           | 39          | 111         | 13          | 28          | 23          | 83          | - POL: Oro     |
| 2023                                                                          | ID.Entity - Pubblicato: 20 gennaio 2023 - Etichetta: Mystic Production/Inside Out Music - Formati: CD, 2 CD, 2 CD+BD, 2 LP, download digitale, streaming                           | 2           | 22          | 125         | 4           | 9           | 6           | 89          |                |
| "—" indica una pubblicazione non classificata o non pubblicata in quel Paese. | |             |             |             |             |             |             |             |                |

### Album dal vivo
| Anno                                                                          | Titolo | Classifiche |
| Anno                                                                          | Titolo | GER         |
| ----------------------------------------------------------------------------- | --- | ----------- |
| 2008                                                                          | Reality Dream - Pubblicato: 26 novembre 2008 - Etichetta: autoproduzione - Formati: 2 CD, 2 LP                                                          | —           |
| 2017                                                                          | Lost 'n' Found - Live in Tilburg - Pubblicato: 20 aprile 2017 - Etichetta: autoproduzione - Formati: 2 CD, 2 CD+DVD, 3 LP, download digitale, streaming | 32          |
| 2020                                                                          | Wasteland Tour 2018-2020 - Pubblicato: 1º dicembre 2020 - Etichetta: Vintage Vinyl Records - Formati: 2 CD+DVD+BD                                       | —           |
| "—" indica una pubblicazione non classificata o non pubblicata in quel Paese. | |             |

### Raccolte
| Anno                                                                          | Titolo | Classifiche | Classifiche | Classifiche | Classifiche | Classifiche |
| Anno                                                                          | Titolo | POL         | BEL (Fl)    | GER         | NLD         | SWI         |
| ----------------------------------------------------------------------------- | --- | ----------- | ----------- | ----------- | ----------- | ----------- |
| 2011                                                                          | Reality Dream Trilogy - Pubblicato: 5 settembre 2011 - Etichetta: Mystic Production - Formati: 6 CD                                                          | —           | —           | —           | —           | —           |
| 2016                                                                          | Eye of the Soundscape - Pubblicato: 21 ottobre 2016 - Etichetta: Mystic Production/Inside Out Music - Formati: 2 CD, 3 LP+2 CD, download digitale, streaming | 4           | 122         | 69          | 60          | 92          |
| 2021                                                                          | Riverside 20 - The Shorts & the Longs - Pubblicato: 5 settembre 2011 - Etichetta: Inside Out Music - Formati: 4 CD, download digitale, streaming             | —           | —           | —           | —           | —           |
| "—" indica una pubblicazione non classificata o non pubblicata in quel Paese. | |             |             |             |             |             |

## Extended play
| Anno | Titolo |
| ---- | --- |
| 2005 | Voices in My Head - Pubblicato: 7 marzo 2005 - Etichetta: autoproduzione - Formati: CD, download digitale, streaming         |
| 2011 | Memories in My Head - Pubblicato: 5 maggio 2011 - Etichetta: autoproduzione - Formati: CD, 12", download digitale, streaming |
| 2019 | Acoustic Session - Pubblicato: 29 novembre 2019 - Etichetta: Inside Out Music - Formati: 12", download digitale, streaming   |

## Singoli
| Anno | Titolo                | Classifiche | Certificazioni | Album di provenienza                                  |
| Anno | Titolo                | POL         | Certificazioni | Album di provenienza                                  |
| ---- | --------------------- | ----------- | -------------- | ----------------------------------------------------- |
| 2004 | Loose Heart           | 17          |                | Out of Myself                                         |
| 2005 | Conceiving You        | 31          |                | Second Life Syndrome                                  |
| 2007 | 02 Panic Room         | —           | - POL: Oro     | Rapid Eye Movement                                    |
| 2008 | Schizophrenic Prayer  | —           |                | Rapid Eye Movement                                    |
| 2012 | Celebrity Touch       | —           |                | Shrine of New Generation Slaves                       |
| 2016 | Shine/Time Travellers | —           |                | Eye of the Soundscape Love, Fear and the Time Machine |
| 2018 | Vale of Tears         | —           |                | Wasteland                                             |
| 2018 | River Down Below      | 1           |                | Wasteland                                             |
| 2018 | Lament                | —           |                | Wasteland                                             |
| 2021 | Story of My Dream     | —           |                | Riverside 20 - The Shorts & the Longs                 |
| 2022 | I'm Done with You     | —           |                | ID.Entity                                             |
| 2022 | Self-Aware            | 8           |                | ID.Entity                                             |
| 2023 | Friend or Foe?        | 2           |                | ID.Entity                                             |

## Videografia

### Album video
| Anno | Titolo                                                                              |
| ---- | ----------------------------------------------------------------------------------- |
| 2009 | Reality Dream - Pubblicato: 14 dicembre 2009 - Etichetta: ProgTeam - Formati: 2 DVD |